# Julián Morales
Julián de Morales Maguiña y Nuna Cochachin (Huaraz, Virreinato del Perú, 4 de septiembre de 1793 - Huaraz, Perú, 30 de junio de 1858) fue un sacerdote y político peruano. 
Fue miembro del Congreso Constituyente de 1822 por el departamento de Lima. Dicho congreso constituyente fue el que elaboró la primera constitución política del país.
En 1828 impulsó la creación del Colegio de La Libertad en Huaraz.